# جورج غليني
جورج غليني (بالإنجليزية: George Glennie)‏ هو لاعب كرة قدم أمريكية أمريكي، ولد في 30 مارس 1902 في North Andover, Massachusetts ‏ في الولايات المتحدة، وتوفي في 11 ديسمبر 1998.